# Le avventure di Jim Bottone (film)
Le avventure di Jim Bottone (Jim Knopf und Lukas der Lokomotivführer) è un film del 2018 diretto da Dennis Gansel e basato sull'omonimo romanzo di Michael Ende.

## Trama
Jim Bottone e Luca il macchinista si imbarcano in un viaggio avventuroso attraverso mondi fantastici per liberare la principessa rapita Li Si, dall'impenetrabile Città del Drago e risolvere il segreto delle misteriose origini di Jim.

## Distribuzione
Il film, presentato in concorso al Giffoni Film Festival nel luglio 2018, è stato distribuito nei cinema italiani da Be Water Film e Medusa Film il 1º agosto 2024.

## Sequel
Nel 2020 è stato distribuito il sequel Jim Knopf und die Wilde 13, basato sul secondo volume, La terribile banda dei Tredici Pirati.

## Riconoscimenti
- 2018 – Der weiße Elefant[2]
  - Kinder-Medien-Preis nella categoria "Miglior produzione cinematografica"
- 2018 – Festival des deutschen Films[3]
  - Der goldene Nils

## Accoglienza

### Critica
Matteo Pivetti su Sentieri Selvaggi boccia il film valutandolo 2 stelle su 5 criticando la sua difficoltà di essere un film davvero "per famiglie", limitandosi, piuttosto, ad essere un film principalmente targetizzato su un pubblico infantile.